# Myjai Sanders
Myjai Sanders (Jacksonville, 12 luglio 1998) è un giocatore di football americano statunitense che milita nel ruolo di outside linebacker per gli Arizona Cardinals della National Football League (NFL).

## Carriera

### Arizona Cardinals
Al college Sanders giocò a football all'Università di Cincinnati dal 2018 al 2021. Fu scelto dagli Arizona Cardinals nel corso del terzo giro (100º assoluto) del Draft NFL 2022. Debuttò come professionista nella gara della settimana 6 contro i Seattle Seahawks mettendo a segno un tackle e un sack nella sconfitta. La sua stagione da rookie si chiuse con 23 placcaggi, 3 sack e un fumble forzato in 13 presenze, 4 delle quali come titolare.